# Апачи (клуб по американскому футболу)
«Апачи» — клуб по американскому футболу из Нижнего Новгорода, участвующий в Чемпионате России. Основан в 2015 году в городе Бор. Чемпионы первенства Приволжского федерального округа «Волга Боул» 2017 года. В 2020 году команда переехала в Нижний Новгород. С 2021 года участвует в турнирах, проводимых Федерацией Американского Футбола России. Вице-чемпионы Второй лиги Восточно-европейской Суперлиги 2021 года.

## Тренерский состав
| Имя Фамилия            | Должность                 | Опыт   |
| Денис Никитин          | Главный тренер            | с 2015 |
| Евгений Негин          | Координатор нападения     | с 2022 |
| Илья Никитин           | Координатор защиты        | с 2015 |
| Александр Сорокин      | Тренер защиты             | с 2024 |
| Павел Широбоков        | Тренер линии защиты       | с 2023 |
| Алексей Сазонов        | Тренер ранинбэков         | с 2024 |
| Дмитрий Янкович        | Тренер принимающих        | с 2024 |
| Александр Веретенников | Тренер юниорского состава | с 2024 |

## Известные игроки
Илья Никитин - в 2024 году подписал профессиональный контракт с клубом Washington Wolfpack, выступающем в Arena Football League в США.

## Школа американского футбола
С момента переезда в Нижний Новгород в 2020 году, клуб Апачи ежегодно проводит "Школу американского футбола" - серию открытых тренировок с последующим отбором в команду.